# ジェシー・イングリッシュ
ジェシー・ローガン・イングリッシュ（Jesse Logan English, 1984年9月13日 - ）は、アメリカ合衆国カリフォルニア州オーシャンサイド出身の元プロ野球選手(投手)。左投左打。

## 経歴

### プロ入りとジャイアンツ傘下時代
2002年のMLBドラフトでサンフランシスコ・ジャイアンツからドラフト6巡目指名され入団。

### ナショナルズ時代
2009年9月10日にウェーバーでワシントン・ナショナルズへ移籍した。
2010年は開幕をメジャーで迎え、4月5日のフィラデルフィア・フィリーズとの開幕戦でメジャーデビューを果たした。

### インディアンス傘下時代
2011年3月24日にクリーブランド・インディアンスとマイナー契約を結んだ。6月3日にフリーエージェント(FA)となった。

### セントポール・セインツ時代
2011年8月にアメリカン・アソシエーションのセントポール・セインツと契約を結んだ。ここでは、11試合に登板した。

### ブリッジポート・ブルーフィッシュ時代
2012年は、アトランティックリーグのブリッジポート・ブルーフィッシュと契約を結んだ。この年は、42試合に登板した。オフに退団した。

### メキシカンリーグ時代
2013年は、メキシカンリーグのレイノサ・ブロンコスと契約を結んだ。ここでは、25試合に登板した。

### 台湾球界時代
2013年6月4日に中華職業棒球大聯盟の義大ライノズと契約を結んだ。しかし、2試合に登板したのみで、同月26日にFAとなった。

### ブリッジポート・ブルーフィッシュ復帰
2013年7月15日にアトランティックリーグのブリッジポート・ブルーフィッシュに復帰した。ここでは、23試合に出場した。

### スーシティ・エクスプローラーズ時代
2014年は、アメリカン・アソシエーションのスーシティ・エクスプローラーズと契約を結んだ。ここでは、7試合に登板した。シーズン途中に退団した。

### 2度目のブリッジポート・ブルーフィッシュ復帰
2014年のシーズン途中にアトランティックリーグのブリッジポート・ブルーフィッシュに復帰した。ここでは、17試合に登板した。

## 詳細情報

### 年度別投手成績
| 年 度     | 球 団     | 登 板 | 先 発 | 完 投 | 完 封 | 無 四 球 | 勝 利 | 敗 戦 | セ 丨 ブ | ホ 丨 ル ド | 勝 率 | 打 者 | 投 球 回 | 被 安 打 | 被 本 塁 打 | 与 四 球 | 敬 遠 | 与 死 球 | 奪 三 振 | 暴 投 | ボ 丨 ク | 失 点 | 自 責 点 | 防 御 率 | W H I P |
| --------- | --------- | ----- | ----- | ----- | ----- | -------- | ----- | ----- | -------- | ----------- | ----- | ----- | -------- | -------- | ----------- | -------- | ----- | -------- | -------- | ----- | -------- | ----- | -------- | -------- | ------- |
| 2010      | WSH       | 7     | 0     | 0     | 0     | 0        | 0     | 0     | 0        | 0           | ----  | 33    | 7.0      | 10       | 0           | 2        | 0     | 0        | 4        | 0     | 1        | 3     | 3        | 3.86     | 1.71    |
| 2013      | 義大      | 2     | 0     | 0     | 0     | 0        | 0     | 0     | 0        | 0           | ----  | 6     | 1.0      | 2        | 0           | 1        | 0     | 0        | 1        | 0     | 0        | 0     | 0        | 0.00     | 3.00    |
| MLB：1年  | MLB：1年  | 7     | 0     | 0     | 0     | 0        | 0     | 0     | 0        | 0           | ----  | 33    | 7.0      | 10       | 0           | 2        | 0     | 0        | 4        | 0     | 1        | 3     | 3        | 3.86     | 1.71    |
| CPBL：1年 | CPBL：1年 | 2     | 0     | 0     | 0     | 0        | 0     | 0     | 0        | 0           | ----  | 6     | 1.0      | 2        | 0           | 1        | 0     | 0        | 1        | 0     | 0        | 0     | 0        | 0.00     | 3.00    |

- 2024年度シーズン終了時

### 背番号
- 50 (2010年)
- 92（2013年）